# هدف اساسی
«هدف اساسی» (انگلیسی: The Name of the Game) ترانه‌ای از ابرگروه سوئدی موسیقی پاپ آبا است که در سال ۱۹۷۷ منتشر شد. این ترانه در نوامبر ۱۹۷۷ به مدت ۴ هفته در صدر جدول تک‌آهنگ‌های بریتانیا ماند. این ترانه با همخوانی آنگنیه‌تا فلتسکوگ و آنی-فرید لینگستاد اجرا شده‌است.

## جداول موسیقی
| جدول (۱۹۷۸–۱۹۷۷)                       | بالاترین رتبه |
| -------------------------------------- | ------------- |
| استرالیا (گزارش موسیقی کنت)            | ۶             |
| اتریش (او۳ تاپ ۴۰ اتریش)               | ۱۲            |
| بلژیک (اولتراتاپ ۵۰ فلاندرز)           | ۲             |
| بلژیک (اولتراتاپ ۵۰ والونی)            | ۳             |
| تک‌آهنگ‌های برتر کانادا (آرپی‌ام)         | ۱۵            |
| موسیقی معاصر بزرگسالان کانادا (آرپی‌ام) | ۱۲            |
| فنلاند (جدول‌های رسمی فنلاند)           | ۵             |
| ایرلند (ایرما)                         | ۲             |
| هلند (۴۰ آهنگ برتر)                    | ۲             |
| هلند (۱۰۰ تک‌آهنگ برتر)                 | ۲             |
| نیوزیلند (ریکوردد میوزیک ان‌زد)         | ۴             |
| نروژ (وی‌جی-لیستا)                      | ۳             |
| رودزیا (جدول تک‌آهنگ‌های رودزیا)         | ۴             |
| آفریقای جنوبی (رادیو اسپرینگ‌باک)       | ۳             |
| سوئد (فهرست برترین‌های سوئد)            | ۲             |
| سوئیس (شوایزر هیت‌پاراد)                | ۶             |
| تک‌آهنگ‌های بریتانیا (اوسی‌سی)            | ۱             |
| بیلبورد هات ۱۰۰ ایالات متحده           | ۱۲            |
| بزرگسالان معاصر ایالات متحده (بیلبورد) | ۹             |
| ۱۰۰ ترانهٔ برتر کش‌باکس آمریکا           | ۱۶            |
| آلمان غربی (جدول‌های رسمی آلمان)        | ۷             |

| جدول (۱۹۷۷)                    | رتبه |
| ------------------------------ | ---- |
| بلژیک (اولتراتاپ فلاندرز)      | ۱۵   |
| هلند (۴۰ آهنگ برتر هلند)       | ۵۸   |
| هلند (۱۰۰ تک‌آهنگ برتر هلند)    | ۱۳   |
| تک‌آهنگ‌های بریتانیا (اوسی‌سی)    | ۱۶   |
| جدول (۱۹۷۸)                    | رتبه |
| استرالیا (گزارش موسیقی کنت)    | ۸۴   |
| تک‌آهنگ‌های برتر کانادا (آرپی‌ام) | ۹۶   |
| بیلبورد هات ۱۰۰ آمریکا         | ۹۷   |

## گواهینامه‌ها و فروش
| منطقه                             | گواهی | واحد گواهی‌شده/فروش |
| --------------------------------- | ----- | ------------------ |
| سوئد                              | —     | ۱۴۰٬۰۰۰            |
| بریتانیا (بی‌پی‌آی)                 | طلا   | ۵۰۰٬۰۰۰^           |
| ^ رقم توزیع تنها بر پایهٔ گواهی‌ها. |       |                    |